# Henri Dallier
Henri Édouard Dallier (20. marts 1849 – 23. december 1934) var en fransk organist. Han studerede orgel hos César Franck på Conservatoire de Paris og tilegnede sig førsteprisen i orgel og fuga i 1878. Han blev "titulaire du grand orgue" af Sankt-Eustache i 1879 og i 1905 efterfulgte han Gabriel Fauré på posten som organist ved Madeleinekirken.

## Værker
- Cantilène, klaver, 1874
- Six grands préludes pour la Toussaint, Op. 19, orgel (Leduc, 1891)
- Contemplation, violin, klaver/harpe og orgel (Leduc, 1891)
- Messe nuptiale (Leduc, 1894)
- In Deo caritas, orgel (Leduc, 1895)
- Symphony No.1, Op. 50 (1908)
- Cinq invocations, orgel (Lemoine, 1926)
- Fete joyeuse, trompet og klaver
- Fantaisie-Caprice, obo og klaver